# 3602-es mellékút (Magyarország)
A 3602-es számú mellékút egy valamivel több, mint 7 kilométeres hosszúságú, négy számjegyű mellékút Borsod-Abaúj-Zemplén vármegye déli részén; Nyékládháza központjától húzódik Ónodig.

## Nyomvonala
Nyékládháza központjának északi részén ágazik ki a 3307-es útból, annak a 300-as méterszelvénye közelében, kelet-északkeleti irányban, Vágóhíd utca néven. Mintegy fél kilométer megtétele után beletorkollik dél felől a 36 311-es számú mellékút (Kandó Kálmán utca), mely a központban indul, és a Budapest–Sátoraljaújhely-vasútvonal, a Mezőcsát–Hejőkeresztúr-vasútvonal illetve a Nyékládháza–Tiszaújváros-vasútvonal közös szakaszának Nyékládháza vasútállomását kiszolgálva húzódik idáig. Kevéssel ezután – szintben, fény- és félsorompós biztosítással – keresztezi a vasút vágányait, s a síneken túl már a Táncsics utca nevet viseli. 1,2 kilométer után délnek fordul és Rákóczi Ferenc út lesz a neve, miután pedig az 1+750-es kilométerszelvénye táján átszeli a Hejőt, újból keletebbnek fordul és Ónodi utca néven húzódik a belterület keleti széléig, amit majdnem pontosan a harmadik kilométerénél hagy maga mögött.
3,6 kilométer után lép át Ónod területére, a 4+750-es kilométerszelvénye táján pedig – felüljárón, csomópont nélkül – áthalad az M30-as autópálya felett, amely itt a 15+700-as kilométerszelvénye közelében jár. Nagyjából 6,2 kilométer után éri el a település lakott területének nyugati szélét, ahol Nyéki utca lesz a neve. A belterületen több kisebb-nagyobb irányváltása van, de a települési neve már változatlan marad. Utolsó szakaszán elhalad a Török-kastély (más néven Melczer-kastély) mellett, majd a község központját elérve véget is ér, beletorkollva a 3606-os útba, annak a 13+750-es kilométerszelvénye közelében.
Teljes hossza, az országos közutak térképes nyilvántartását szolgáló kira.kozut.hu adatbázisa szerint 7,051 kilométer.

## Települések az út mentén
- Nyékládháza
- Ónod